# Лангтаркаяха
Лангтаркаяха (устар. Ланг-Яха-Тарка) — река в России, протекает по Ямало-Ненецкому АО. Устье реки находится в 26 км по правому берегу реки Лангъяха. Длина реки составляет 20 км.

## Данные водного реестра
По данным государственного водного реестра России относится к Нижнеобскому бассейновому округу, водохозяйственный участок реки — Пур. Речной бассейн реки — Пур.
Код объекта в государственном водном реестре — 15040000112115300060541.